# Terckvartakord
Terckvartakord je termín ze všeobecné hudební nauky. Používá se pro druhý obrat septakordu. Nejspodnějším tónem terckvartakordu je kvinta (druhý tón odspodu) původního septakordu, původní základní tón je v něm pak v nejzákladnějším tvaru druhým nejvyšším tónem.
Každý septakord má tři obraty. Další dva obraty septakordu se jmenují kvintsextakord (první obrat) a sekundakord (třetí obrat).

## Příklad
Uvažujme tzv. tvrdě velký septakord postavený na tónu c. Tvrdě velký septakord je tvořen tvrdým (durovým) kvintakordem a velkou septimou mezi nejnižším a nejvyšším tónem. Na tónu c tedy zní: c e g h. Kvintsextakord, první obrat tohoto septakordu, se vytvoří tak, že se nejnižší tón přenese o oktávu výše. Vznikne tedy akord e g h c. Další, druhý obrat se vytvoří opět přenesením nejnižšího tónu nyní prvního obratu (e) o oktávu výše. Hledaný výsledek (terckvartakord) tedy bude: g h c e.

## Název
Termíny obratů akordů jsou vytvořeny tak, že se v nich pojmenuje interval mezi na jedné straně nově vzniklým základním tónem (v případě septakordu c e g h je to tón g) a na druhé straně jednak původním nejvyšším tónem (v našem případě původní septima h), jednak původním základním tónem (v našem případě c). Tóny g h vytvářejí tercii, tóny g c kvartu, proto: terckvartakord.